# Кубок світу з біатлону 2014—2015, змішана естафета
Залік змішаних естафет у рамках Кубку світу з біатлону сезону 2014—15 складався з чотирьох гонок, перша з яких відбулася 30 листопада 2014 року на першому етапі в Естерсунді, а остання — 5 березня 2015 року на Чемпіонаті світу в Контіолагті. Вперше до заліку змішаних естафет була включена одиночна змішана естафета.

## Формат
Від кожної команди у змішаній естафеті беруть участь по чотири біатлоністи: по дві жінки та два чоловіки. Жінки змагаються на перших двох етапах, чоловіки — на двох останніх. На кожному етапі спортсмени долають по три кола. Загальна дистанція для жінок коротша, ніж для чоловіків, і становить 6 км, тоді як для чоловіків — 7,5 км.
На кожному етапі спортсмени долають по два вогневі рубежі: перша стрільба виконується в положенні лежачи, друга — в положенні стоячи. На кожні стрільбі необхідно закрити по 5 мішеней. В разі промаху кожен біатлоніст має в запасі по 3 додаткові патрони, які треба заряджати вручну (для 5 мішеней патрони заряджені в магазині). За кожну нерозбиту мішень спортсмен карається штрафним колом завдовжки 150 метрів.
Починаючи з сезону 2011—2012 за результати показані у змішаній естафеті нараховуються бали, що йдуть до заліку кубку націй. Очки діляться навпіл для жіночого та чоловічого заліків.
У сезонні 2014-2015 в залік змішаних естафет була включена одиночна змішана естафет, по результатам якої нараховані бали включаються також і до заліку кубку націй.

## Переможці та призери етапів
| Гонка:                                                             | Золото:                                                                   | Час                                                       | Срібло:                                                                               | Час                                                       | Бронза:                                                                     | Час                                                       |
| Естерсунд Протокол [Архівовано 4 жовтня 2015 у Wayback Machine.]   | Франція Анаїс Бескон Анаїс Шевальє Сімон Фуркад Мартен Фуркад             | 1:15:05.5 (0+0) (0+3) (0+3) (0+2) (0+1) (0+0) (0+0) (0+2) | Норвегія Сіннове Солемдаль Тіріл Екгофф Ветле Шостад Крістіансен Ларс Хегле Біркеланд | 1:15:05.7 (0+3) (1+3) (0+1) (0+1) (0+0) (0+3) (0+0) (0+0) | Німеччина Франціска Гільдебранд Франціска Пройс Арнд Пайффер Сімон Шемпп    | 1:15:05.7 (0+2) (0+0) (0+1) (0+3) (0+2) (0+1) (0+0) (0+0) |
| Нове Мєсто Протокол [Архівовано 8 лютого 2015 у Wayback Machine.]  | Росія Яна Романова Олексій Волков                                         | 0:35:43.3 (0+0) (0+0) (0+2) (0+1) (0+0) (0+0) (0+2) (0+0) | Норвегія Марте Олсбю Генрік л'Абе-Лунд                                                | 0:36:04.8 (0+2) (0+0) (0+0) (0+0) (0+1) (0+0)             | Україна Юлія Джима Артем Тищенко                                            | 0:36:07.9 (0+0) (0+1) (0+0) (0+2) (0+1) (0+0) (0+2) (0+2) |
| Нове Мєсто Протокол [Архівовано 8 лютого 2015 у Wayback Machine.]  | Норвегія Фанні Гурн Тіріл Екгофф Йоганнес Бо Тар'єй Бо                    | 1:12:49.2 (0+1) (0+2) (0+2) (0+0) (0+0) (0+0) (0+1) (0+0) | Чехія Вероніка Віткова Габріела Соукалова Міхал Шлезінгр Ондржей Моравець             | 1:12:53.3 (0+1) (0+0) (0+0) (0+2) (0+0) (0+1)             | Україна Ірина Варвинець Валентина Семеренко Дмитро Підручний Сергій Семенов | 1:14:10.5 (0+0) (0+1) (0+2) (0+0) (0+0) (0+0) (1+3) (0+1) |
| Контіолагті Протокол [Архівовано 8 лютого 2015 у Wayback Machine.] | Чехія Вероніка Віткова Габріела Соукалова Міхал Шлезінгр Ондржей Моравець | 1:20:27.2 (0+2) (0+2) (0+0) (0+0) (0+1) (0+1)             | Франція Анаїс Бескон Марі Дорен-Абер Жан-Гійом Беатрікс Мартен Фуркад                 | 1:20:47.4 (0+1) (0+3) (0+0) (0+1) (0+0) (0+3) (0+0) (0+0) | Норвегія Фанні Горн Тіріл Екгофф Йоганнес Бо Тар'єй Бо                      | 1:20:54.9 (0+0) (0+0) (0+0) (1+3) (0+0) (0+0)             |

## Нарахування очок
| Місце | 1  | 2  | 3  | 4  | 5  | 6  | 7  | 8  | 9  | 10 | 11 | 12 | 13 | 14 | 15 | 16 | 17 | 18 | 19 | 20 | 21 | 22 | 23 | 24 | 25 | 26 | 27 | 28 | 29 | 30 | 31 | 32 | 33 | 34 | 35 | 36 | 37 | 38 | 39 | 40 |
| ----- | -- | -- | -- | -- | -- | -- | -- | -- | -- | -- | -- | -- | -- | -- | -- | -- | -- | -- | -- | -- | -- | -- | -- | -- | -- | -- | -- | -- | -- | -- | -- | -- | -- | -- | -- | -- | -- | -- | -- | -- |
| Очки  | 60 | 54 | 48 | 43 | 40 | 38 | 36 | 34 | 32 | 31 | 30 | 29 | 28 | 27 | 26 | 25 | 24 | 23 | 22 | 21 | 20 | 19 | 18 | 17 | 16 | 15 | 14 | 13 | 12 | 11 | 10 | 9  | 8  | 7  | 6  | 5  | 4  | 3  | 2  | 1  |

## Таблиця
| #  | Країна          | ЕСТ | ОЗЕ НМ | НМ | ЧС | Разом |
| -- | --------------- | --- | ------ | -- | -- | ----- |
|    | Норвегія        | 54  | 54     | 60 | 48 | 216   |
| 2  | Франція         | 60  | 40     | 40 | 54 | 194   |
| 3  | Чехія           | 32  | 28     | 54 | 60 | 174   |
| 4  | Україна         | 43  | 48     | 48 | 30 | 169   |
| 5  | Росія           | 29  | 60     | 43 | 31 | 163   |
| 6  | Німеччина       | 48  | 43     | 38 | 38 | 162   |
| 7  | Білорусь        | 30  | 36     | 30 | 43 | 139   |
| 8  | США             | 36  | 32     | 36 | 34 | 138   |
| 9  | Австрія         | 34  | 25     | 32 | 40 | 131   |
| 10 | Словенія        | 38  | 22     | 34 | 26 | 120   |
| 11 | Швеція          | 31  | 38     | 26 | 25 | 120   |
| 12 | Швейцарія       | 28  | 26     | 29 | 28 | 111   |
| 13 | Словаччина      | 25  | 30     | 31 | 24 | 110   |
| 14 | Фінляндія       | 22  | 29     | 21 | 32 | 105   |
| 15 | Італія          | 40  | —      | 28 | 36 | 104   |
| 16 | Болгарія        | 23  | 34     | 23 | 23 | 103   |
| 17 | Польща          | 27  | 24     | 25 | 27 | 103   |
| 18 | Румунія         | 21  | 27     | 24 | 21 | 93    |
| 19 | Канада          | 24  | —      | 27 | 29 | 80    |
| 20 | Литва           | 19  | 23     | 19 | 18 | 79    |
| 21 | Велика Британія | 18  | 21     | 20 | 16 | 75    |
| 22 | Японія          | —   | 31     | 22 | 20 | 73    |
| 23 | Казахстан       | 26  | —      | —  | 17 | 43    |
| 24 | Естонія         | 20  | —      | —  | 22 | 42    |
| 25 | КНР             | —   | —      | —  | 19 | 19    |
| 26 | Південна Корея  | —   | —      | —  | 15 | 15    |